# San Plegmund
San Plegmund (... – 2 agosto 914 o 923) fu arcivescovo di Canterbury, probabilmente eremita prima di divenire arcivescovo nell'890; in queste vesti riorganizzò la diocesi di Winchester, erigendo quattro sedi vescovili e traducendo con altri eruditi opere religiose. Dopo la morte venne canonizzato.

## Biografia
Poco si sa delle sue origini se non che proveniva da una famiglia del Regno di Mercia, una tradizione risalente a 300 anni dopo la sua morte vuole che egli fosse stato un eremita presso Plemstall nello Cheshire. Plemstall significa in effetti posto sacro di Plegmund, quindi è possibile che nella storia vi sia del vero. La sua reputazione di erudito attrasse l'attenzione di Alfredo il Grande che stava cercando di dare nuova spinta agli studi e poco prima dell'887 lo convocò a corte. Qui lavorò insieme ad altri eruditi come Werferth, Vescovo di Worcester, Æthelstan e Wærwulf alla traduzione dell'opera di Papa Gregorio I, Cura Pastoralis in antico inglese.
Plegemund venne scelto come arcivescovo di Canterbury da Alfredo nell'890 come ricordato nella Cronaca di Peterborough, Folco il Venerabile si rallegrò per la sua elezione sostenendo che egli avrebbe sradicato quel che rimaneva del paganesimo. Fra la morte del suo predecessore, Etelredo, arcivescovo di Canterbury, avvenuta nell'888 e la sua elezione c'è un buco di due anni, probabilmente attribuibile al fatto che l'arcivescovado venne inizialmente offerto al monaco Grimbald (820-8 luglio 903), che rifiutò. Infine il pallio venne concesso a Plegmund da papa Formoso.
In quegli anni l'arcivescovado di Canterbury era in cattive acque e uno dei primi compiti di Plegmund fu quello di ristabilire la propria autorità, erigendo, oltre alla già esistente diocesi di Winchester, altre quattro diocesi a Crediton, Ramsbury, Sherborne e Wells. Questo significava che ogni contea del Regno del Wessex aveva il suo vescovo, Crediton per il Devon e la Cornovaglia, Ramsbury per il Wiltshire, Sherborn per il Dorset e Wells per il Somerset, mentre lo Hampshire sarebbe stato sotto il vescovado di Winchester. Per far questo fu necessaria l'approvazione di papa Sergio III, che annullò tutti gli atti di Formoso. Nel 908 Plegmund andò a Roma per riprendere il pallio. Fu il primo arcivescovo ad andare a Roma da quasi un secolo e tornò con una reliquia di Biagio di Sebaste.
Sotto la sua guida il latino usato dagli scribi migliorò sensibilmente rispetto a quello che era in uso con i suoi predecessori. Quando Alfredo morì nell'899, incoronò suo figlio Edoardo il Vecchio quale nuovo re.
Morì il 2 agosto 914 per alcuni o 923 per altri; dopo la morte venne considerato santo e il suo giorno di culto venne fissato al 2 agosto. Il culto di Plegmund ebbe origine nel XIII secolo.

## Successione apostolica
La successione apostolica è:
- Vescovo Frithstan (909)
- Vescovo Ethelstan (909)
- Vescovo Beornege (909)
- Arcivescovo Athelm (909)
- Vescovo Eadulf (909)
- Vescovo Wærstan (909)
- Vescovo Ceolwulf (909)